# Panegyrikus
Ein Panegyrikus (lateinisch Panegyricus, altgriechisch πανηγυρικός (λόγος) panēgyrikós (lógos) „Festrede“, von πανήγυρις panḗgyris „Versammlung [aller]“) war in der Antike eine prunkvolle Rede aus festlichem Anlass. In der frühen Neuzeit war es eine Bezeichnung für Lobschriften auf einen Herrscher oder ein Herrschergeschlecht.

## Entwicklung
Aus dem antiken Griechenland sind festliche Vorträge etwa von Lysias oder Isokrates überliefert, die man als panegyrikós bezeichnete. Im Römischen Reich verstand man unter einem panegyricus eine Laudatio, insbesondere eine lobende Rede zur Ehrung des Kaisers. Charakter und Leistung der behandelten Person positiv zu bewerten ist das einzige Ziel der Darstellung. Charakteristisch sind daher die einseitige Auswahl und unter Umständen Verfälschung (Über- bzw. Untertreibung) der mitgeteilten Fakten sowie der gehäufte Einsatz von Stilmitteln und die vorwiegende Verwendung des Genus grande bzw. sublime.
Im heutigen Sprachgebrauch versteht man unter einer Panegyrik eine distanzlose, lobhudelnde Schmeichelrede. In negativer Bedeutung kam das Wort panegyrisch schon in der Antike vor: Der Historiker und Rhetoriklehrer Dionysios von Halikarnassos verstand darunter einen auf Effekte berechneten und das Publikum damit verführenden Stil (siehe persuasive Kommunikation). Dennoch war die Panegyrik in der gesamten Antike eine anerkannte literarische Gattung mit einem festen Platz im sozialen und politischen Leben. Zu bestimmten Anlässen wie Geburtstagen, Begräbnisfeierlichkeiten und Jubiläen entsprach die Darbietung von Panegyriken selbstverständlicher Erwartung der Gesellschaft. Entsprechend hoch war das soziale Ansehen derer, die sie in vollendeter rhetorischer Meisterschaft vorzutragen vermochten. Da die Panegyrik immer eine Herrscherethik als anerkannte normative Grundlage voraussetzte, war sie vor allem in Zeiten der Monarchie eine wichtige und fast die einzige Möglichkeit, den Herrscher an diese zu gemahnen und ihre Beachtung – wenn auch indirekt – einzufordern. Die Panegyrik steht somit, was ihre soziale und politische Funktion als kommunikatives Medium der Herrschaftslegitimation, aber auch indirekter Herrschaftskritik anbelangt, in einer Verbindung mit der Gattung des Fürstenspiegels.

## Die Panegyrici Latini
Eine Sammlung von zwölf lateinischen Reden dieser Art ist unter dem Titel XII Panegyrici Latini erhalten. Die älteste Rede darin ist der Panegyricus, den Plinius der Jüngere im Jahr 100 anlässlich seines Konsulats auf den Kaiser Trajan gehalten hat. Darin lobt er dessen Leben, militärische Fähigkeiten und Herrschertugenden. Die Rede beginnt mit Trajans Werdegang, zeigt ihn als Herrscher, anschließend sein Privatleben und endet mit dem Dank für die Verleihung des Konsulats und einem Gebet an Jupiter.
Die weiteren elf Reden der Sammlung stammen aus der frühen Spätantike (Ende 3. Jahrhundert bis Ende 4. Jahrhundert) und stellen eine nicht unwichtige Quelle dar. Geehrt werden unter anderem die Kaiser Konstantin der Große und Theodosius I. Verfasser waren hohe Beamte und Rhetoren, von denen einige unbekannt sind.
Übersicht:
- I. Panegyricus Plinii Secundi Traiano Augusto – Rede Plinius des Jüngeren auf Trajan aus dem Jahr 100.
- II. Panegyricus Latini Pacati Drepani dictus Theodosio – Rede des Latinus Pacatus Drepanius auf Theodosius I. aus dem Jahr 389.
- III. Gratiarum actio Mamertini de consulatu suo Iuliano imperatori – Rede des Claudius Mamertinus aus dem Jahr 362, mit der er Kaiser Julian für sein Konsulat dankt.
- IV. Panegyricus Nazarii dictus Constantino imperatori – Rede des Nazarius auf Konstantin den Großen zu dessen Quinquennalia im Jahr 321.
- Incipiunt panegyrici diversorum septem
  - V. Incipit primus dictus Constantino – Rede auf Konstantin I. aus dem Jahr 311/312.[1]
  - VI. Incipit secundus – Rede auf Konstantin I. aus dem Jahr 310, gehalten vermutlich in Trier.[2]
  - VII. Incipit tertius – Rede auf Konstantin I. und seinen Mitkaiser Maximian aus dem Jahr 307, aus Anlass von Konstantins Heirat mit Maximians Tochter Fausta.
  - VIII. Incipit quartus – Rede auf Constantius I., Konstantins Vater, aus dem Sommer 297.
  - IX. Incipit quintus – Rede des Eumenius aus dem Jahr 297, in dem er die Wiederherstellung einer Schule in seinem Heimatort Augustodunum (heute Autun) fordert. Es handelt sich eigentlich nicht um einen Panegyrikus, sondern vielmehr um eine Suasorie, eine Überzeugungsrede.
  - X. Incipit sextus – Festrede auf Maximian zur Feier des natalis urbis Romae (Geburtstag der Stadt Rom) vom 21. April 289, gehalten vermutlich in Augusta Treverorum (heute Trier).
  - XI. Item eiusdem magistri Mamertini genethliacus Maximiani Augusti – Rede zur Feier der Geburtstage der beiden Kaiser Diokletian und Maximian aus dem Jahr 290/291.
  - XII. Hic dictus est Constantino filio Constantii – Rede auf Konstantin I. aus dem Jahr 313, gehalten während der Spiele, die Konstantin nach seinem Sieg über Maxentius ausrichten ließ, vermutlich in Trier.

## Weitere antike Panegyriken
Der berühmteste Panegyrikos in griechischer Sprache ist vermutlich die Romrede des Aelius Aristides (155), in der der Redner weniger einen speziellen Kaiser als vielmehr die römische Herrschaft insgesamt preist.
Nicht alle panegyrischen Werke waren Reden; zu den ungewöhnlichsten zählt die Schrift Über die Bauwerke Justinians von Prokop, der um 550 die Bauten dieses Kaisers preist. Oft verfolgten die Verfasser mutmaßlich die Absicht, den Herrscher zu beeinflussen und durch Schmeichelei zu einer Korrektur seiner Politik zu bewegen.
Zur Panegyrik zählt man auch Gedichte der römischen Kaiserzeit, die von hofnahen Dichtern verfasst wurden, um den Herrscher oder eine mächtige Persönlichkeit zu verherrlichen. Panegyrisch in diesem Sinne waren schon die Verkündung des neuen Goldenen Zeitalters unter Kaiser Augustus durch Vergil (Aeneis 6, 791–805), einzelne Oden des Horaz, die Verse Lucans zum Ruhme des Kaisers Nero und die des Statius zur Verherrlichung des Kaisers Domitian. In der Spätantike traten dann um 400 besonders der Hofdichter Claudian sowie um 560 der von ihm beeinflusste Gorippus auf diesem Gebiet hervor. In der sprachlich meisterhaften, aber inhaltlich vor keiner Maßlosigkeit zurückschreckenden Dichtung Claudians erreichte die panegyrische Epik einen Höhepunkt, zugleich aber wohl auch die Grenzen des auf diesem Gebiet dem Publikum inhaltlich Zumutbaren. Den Übergang zu den byzantinischen Panegyrikern markiert dann Georgios Pisides (um 630).

## Ausgaben und Übersetzungen
- Charles E. V. Nixon, Barbara Saylor Rodgers: In Praise of Later Roman Emperors. The Panegyrici Latini. Introduction, Translation, and Historical Commentary with the Latin Text of R. A. B. Mynors. Berkeley/Los Angeles/Oxford 1994 (beinhaltet die elf spätantiken Panegyrici).
- Brigitte Müller-Rettig: Panegyrici Latini. Lobreden auf römische Kaiser. Lateinisch und deutsch. Eingeleitet, übersetzt und kommentiert. Band 1: Von Diokletian bis Konstantin. Wissenschaftliche Buchgesellschaft, Darmstadt 2008, ISBN 978-3-534-18136-0.
- Brigitte Müller-Rettig: Panegyrici Latini. Lobreden auf römische Kaiser. Lateinisch und deutsch. Eingeleitet, übersetzt und kommentiert. Band 2: Von Konstantin bis Theodosius. Wissenschaftliche Buchgesellschaft, Darmstadt 2014, ISBN 978-3-534-18137-7.
- Brigitte Müller-Rettig: Der Panegyricus des Jahres 310 auf Konstantin den Großen. Übersetzung und historisch-philologischer Kommentar (= Palingenesia. Band 31). Franz Steiner, Stuttgart 1990, ISBN 3-515-05540-1 (zugleich Dissertation, Universität Saarbrücken 1989)
- Plinius der Jüngere: Panegyricus (= Texte zur Forschung. Band 51). Herausgegeben, übersetzt und mit Erläuterungen versehen von Werner Kühn (Lateinisch–Deutsch). Wissenschaftliche Buchgesellschaft, Darmstadt 1985.
- Hans Gutzwiller: Claudius Mamertinus. Die Neujahrsrede des Konsuls Claudius Mamertinus vor dem Kaiser Julian. Text, Übersetzung und Kommentar. Lateinisch–Deutsch. Basel 1942.